# Prix Judith-Jasmin
Le prix Judith-Jasmin créé en 1975 par la Fédération professionnelle des journalistes du Québec, récompense annuellement les meilleurs reportages écrits et électroniques de la presse québécoise. 
Il est nommé en l'honneur de Judith Jasmin, une journaliste de Radio-Canada qui est devenue la première femme au Québec à s'imposer comme grand reporter.

## Lauréats
| Année        | Catégorie                                           | Lauréats et lauréates | Média                           | Reportage |
| ------------ | --------------------------------------------------- | --- | ------------------------------- | --- |
| 2022         | Grand prix Judith-Jasmin                            | Sarah R. Champagne | Le Devoir/Télé-Québec           | Documentaire Essentiels et série d'articles « Le grand virage de l'immigration »                                                     |
|              | Catégorie Arts et Culture                           | Catherine Lalonde | Le Devoir                       | Avertissement : ce traumavertissement ne fonctionne pas                                                                              |
|              | Catégorie Sport                                     | |                                 | |
|              | Catégorie Faits divers et Affaires criminelles      | Isabelle Hachey | La Presse+                      | L'enfant du viol, la vérité et la justice                                                                                            |
|              | Catégorie Affaires et Économie                      | Gaétan Pouliot (journaliste) et Laurence Mathieu-Léger (réalisatrice)                                                                        | Radio-Canada/Enquête            | La face cachée de Neptune |
|              | Catégorie Sciences et Environnement                 | Carine Monat (journaliste), Geneviève Brault (réalisatrice) et Johanne Lapierre (rédactrice en chef)                                         | Radio-Canada/La semaine verte   | Du fumier humain dans les champs |
|              | Catégorie Politique et Enjeux de société            | Sarah R. Champagne | Le Devoir/Télé-Québec           | Documentaire Essentiels et série d'articles « Le grand virage de l'immigration »                                                     |
|              | Catégorie Enquête (2 reportages gagnants ex aequo)  | Chantal Lavigne (journaliste) et Gil Shochat (réalisation)                                                                                   | Radio-Canada/Enquête            | Les sales secrets du recyclage |
|              | Catégorie Locale et régionale                       | Philippe Grenier | Radio-Canada/Web                | L’héritage du parler populaire beauceron                                                                                             |
|              | Catégorie Opinion                                   | Isabelle Hachey | La Presse+                      | « Il a profité de mon silence » |
|              | Catégorie Grand reportage                           | Louis-Philippe Bourdeau (journaliste) et Sébastien Boivin (vidéaste)                                                                         | Noovo Info                      | Noovo info en Ukraine : un an de guerre                                                                                              |
| 2021         | Grand prix Judith-Jasmin                            | Caroline de la Motte (réalisatrice), Catherine Richer (animatrice) et Ariane Léonard (recherchiste)                                          | ICI Radio-Canada Première       | La symphonie silencieuse d'Antonia Nantel                                                                                            |
|              | Catégorie Arts et Culture                           | Caroline de la Motte (réalisatrice), Catherine Richer (animatrice) et Ariane Léonard (recherchiste)                                          | ICI Radio-Canada Première       | La symphonie silencieuse d'Antonia Nantel                                                                                            |
|              | Catégorie Sport                                     | Marc Thibodeau | La Presse                       | Une suite d’erreurs majeures |
|              | Catégorie Faits divers et Affaires criminelles      | Catherine Dubé | Châtelaine                      | Quelle justice après #moiaussi ? |
|              | Catégorie Affaires et Économie                      | Francis Vailles, Hugo Joncas et Katia Gagnon                                                                                                 | La Presse                       | La série sur le jeu en ligne en explosion au Québec avec la pandémie - 1er texte, 2e texte, 3e texte, 4e texte, 5e texte et 6e texte |
|              | Catégorie Sciences et Environnement                 | Binh An Vu Van (journaliste) Hélène Morin (réalisatrice), Philippe Robitaille-Grou (stagiaire) et Louis-Philippe Boudreau (infographie)      | ICI Radio-Canada Télé           | COVID-19 : La difficile recherche de l’origine du virus (partie 1) et (partie 2)                                                     |
|              | Catégorie Politique et Enjeux de société            | Améli Pineda et Magdaline Boutros | Le Devoir                       | « Le Devoir enquête sur la violence conjugale » - 1er texte, 2e texte, 3e texte, 4e texte et 5e texte                                |
|              | Catégorie Enquête (2 reportages gagnants ex aequo)  | Sylvie Fournier (journaliste) et Judith Plamondon (réalisatrice) Marie-Michèle Sioui et Jessica Nadeau                                       | ICI Radio-Canada Télé Le Devoir | On m’a volé ma fertilité Autochtones et soins de santé: l’affaire Joyce Echaquan, loin d’être un cas isolé                           |
|              | Catégorie Locale et régionale                       | Dominique Degré (journaliste), Angie Bonenfant et André Dalencour (réalisation) et Justine de l’Église (conseillère aux contenus numériques) | ICI Radio-Canada                | Vanier First Nation: Quand les Autochtones se réapproprient la capitale                                                              |
|              | Catégorie Opinion                                   | Mylène Moisan | Le Soleil                       | DPJ : à l’endroit, à l’envers |
|              | Catégorie Grand reportage                           | Fabrice de Pierrebourg | L'actualité                     | Au cœur du cauchemar Afghan |
| 2020         | Grand prix Judith-Jasmin                            | Aaron Derfel, The Montreal Gazette | The Montreal Gazette            | Public health, police find bodies, feces at Dorval seniors’ residence : sources                                                      |
|              | Catégorie Arts, Culture et Art de vivre             | Alexandra Guellil, L'Itinéraire | \| L'Itinéraire \|              | Rhodnie Désir- Danser l’histoire, raconter les rythmes                                                                               |
|              | Catégorie Sport                                     | Alexandre Pratt | La Presse                       | Le hors-jeu expliqué aux Syriens |
|              | Catégorie Justice et Faits divers                   | Katia Gagnon | La Presse                       | Tragédie de la fillette de la DPJ à Granby : elle s’appelait X                                                                       |
|              | Catégorie Affaires et Économie                      | Gabrielle Duchaine | La Presse                       | Compagnies d’assurance : Des refus systématiques dans les réserves                                                                   |
|              | Catégorie Sciences, Environnement et Société        | Brigitte Bureau, Sylvie Robillard, Michel Aspirot et Jessica Jérôme                                                                          | Radio-Canada                    | Séparé de ses enfants à la frontière par l'Agence des services frontaliers                                                           |
|              | Catégorie Politique                                 | Alec Castonguay | L'actualité                     | Au cœur de la bataille pour sauver le Québec                                                                                         |
|              | Catégorie Enquête                                   | Gabrielle Duchaine et Caroline Touzin, La Presse                                                                                             | La Presse                       | Exploitation sexuelle des enfants sur Internet. 1er texte, 2e texte, 3e texte, 4e texte et 5e texte                                  |
|              | Catégorie Locale et régionale                       | Marie Eve Lacas, Marie-Hélène Rousseau et Myriam Roy                                                                                         | Radio-Canada                    | Lac-Mégantic : La dernière nuit |
|              | Catégorie Opinion                                   | Isabelle Hachey | La Presse                       | L‘étudiant a toujours raison |
|              | Catégorie Grand reportage                           | Julie Dufresne, Luc Tremblay et Bernard Lapointe                                                                                             | Radio-Canada                    | COVID : Gérer dans la tempête. 1ère partie et 2e partie                                                                              |
| 2019         | Grand prix Judith-Jasmin                            | Annabelle Caillou, Véronique Chagnon, Marie-Andrée Chouinard, Améli Pineda et Brigitte Tousignant                                            |                                 | |
|              | Catégorie Arts, Culture et Art de vivre             | Andréanne Baribeau et Étienne Fortin-Gauthier,                                                                                               |                                 | |
|              | Catégorie Sport                                     | Ariane Lacoursière et Daniel Renaud |                                 | |
|              | Catégorie Justice et Faits divers                   | Isabelle Hachey |                                 | |
|              | Catégorie Affaires et Économie                      | Julie Dufresne et Luc Tremblay |                                 | |
|              | Catégorie Sciences et Environnement                 | Marine Corniou |                                 | |
|              | Catégorie Société                                   | Jérôme Bergeron |                                 | |
|              | Catégorie Politique                                 | Thomas Gerbet |                                 | |
|              | Catégorie Enquête                                   | Jean-François Cloutier, Hugo Joncas et Philippe Langlois                                                                                     |                                 | |
|              | Catégorie Médias locaux et régionaux (format court) | Thomas Deshaies |                                 | |
|              | Catégorie Médias locaux et régionaux (format long)  | Angie Landry |                                 | |
|              | Catégorie Opinion                                   | Rima Elkouri |                                 | |
|              | Catégorie Grand reportage                           | Ex æquo : Simon Coutu et Alain Abel et Pasquale Turbide                                                                                      |                                 | |
| 2018         | Grand prix Judith-Jasmin                            | Anne Panasuk et Sonia Desmarais |                                 | |
|              | Catégorie Arts, Culture et Art de vivre             | T'Cha Dunlevy |                                 | |
|              | Catégorie Sport                                     | Jean-François Tremblay |                                 | |
|              | Catégorie Justice et Faits divers                   | Philippe Teisceira-Lessard |                                 | |
|              | Catégorie Affaires et Économie                      | Marie-Ève Fournier |                                 | |
|              | Catégorie Sciences, Environnement et Société        | Jessica Nadeau et Marco Fortier |                                 | |
|              | Catégorie Politique                                 | Marie-France Bélanger et Yanic Lapointe |                                 | |
|              | Catégorie Enquête                                   | Monic Néron et Émilie Perreault |                                 | |
|              | Catégorie Médias locaux et régionaux                | Élyse Allard, Geneviève Proulx et Marie-Ève Lacas                                                                                            |                                 | |
|              | Catégorie Grand reportage                           | Isabelle Hachey |                                 | |
| 2017         | Grand prix Judith-Jasmin                            | Philippe Teisceira-Lessard, Karim Benessaieh, Daniel Renaud et Yves Boisvert                                                                 |                                 | |
|              | Catégorie Enquête                                   | Marie-Maude Denis, Daniel Tremblay et Jacques Taschereau                                                                                     |                                 | |
|              | Prix Hommage                                        | Jacques Moisan |                                 | |
| 2016         | Grand prix Judith-Jasmin                            | Josée Dupuis et Emmanuel Marchand |                                 | |
|              | Catégorie Enquête                                   | Isabelle Hachey |                                 | |
|              | Catégorie Grand reportage                           | Chantal Lavigne |                                 | |
|              | Catégorie Nouvelles - médias nationaux              | Sylvie Fournier |                                 | |
|              | Catégorie Nouvelles - médias locaux et régionaux    | Justine Mercier |                                 | |
|              | Catégorie Opinion                                   | Mario Girard |                                 | |
|              | Catégorie Journalisme de service                    | Vincent Larouche et Simon Giroux |                                 | |
|              | Catégorie Entrevue ou portrait                      | Marco Fortier |                                 | |
|              | Catégorie Journalisme spécialisé («beat»)           | Alexandre Shields |                                 | |
|              | Prix Hommage                                        | Lise Bissonnette |                                 | |
| 2015         | Grand prix Judith-Jasmin                            | Michel Lacombe, Robert Lamarche et Sylvie Meloche                                                                                            |                                 | |
|              | Catégorie Enquête                                   | Alain Gravel, Emmanuel Marchand, Yanic Lapointe et Benoit Michaud                                                                            |                                 | |
|              | Catégorie Grand reportage                           | Ingrid Peritz |                                 | |
|              | Catégorie Opinion                                   | Fabien Deglise |                                 | |
|              | Catégorie Nouvelles/médias locaux et régionaux      | Mélanie Noël |                                 | |
|              | Catégorie Nouvelles/médias nationaux                | Annabelle Blais et Gabrielle Duchaine |                                 | |
|              | Catégorie Journalisme de service                    | Claire Frémont et France Larocque |                                 | |
|              | Catégorie Portrait et entrevue                      | Francis Legault, Nicolas Harguindey et Jocelyn Lebeau                                                                                        |                                 | |
|              | Catégorie Multimédia                                | Marine Fleury, Olivier Paradis-Lemieux, Camille Lavoie et Alexandra Gosselin                                                                 |                                 | |
|              | Prix Judith-Jasmin Hommage                          | Madeleine Poulin |                                 | |
| 2014         | Grand prix Judith-Jasmin                            | Noémi Mercier et Alec Castonguay |                                 | |
|              | Catégorie Enquête                                   | Anne Panasuk, Yves Steiner, Chantal Cauchy et Emmanuel Marchand                                                                              |                                 | |
|              | Catégorie Grand reportage                           | Danny Lemieux, André Bernard, Chantal Théorêt et Pier Gagné                                                                                  |                                 | |
|              | Catégorie Opinion                                   | Josée Blanchette |                                 | |
|              | Catégorie Nouvelles/médias locaux et régionaux      | Daniel Leblanc |                                 | |
|              | Catégorie Nouvelles/médias nationaux                | Gabrielle Duchaine |                                 | |
|              | Catégorie Journalisme de service                    | Stéphan Dussault et Kathryne Lamontagne |                                 | |
|              | Catégorie Portrait et entrevue                      | David Gutnick |                                 | |
|              | Prix Judith-Jasmin Hommage                          | Florian Sauvageau |                                 | |
| 2013         | Grand prix Judith-Jasmin                            | Alec Castonguay |                                 | |
|              | Catégorie Enquête                                   | Sylvie Fournier, Sonia Desmarais et Benoît Michaud                                                                                           |                                 | |
|              | Catégorie Grand reportage                           | Isabelle Hachey |                                 | |
|              | Catégorie Opinion                                   | Mylène Moisan |                                 | |
|              | Catégorie Nouvelles/médias locaux et régionaux      | Rémy Tremblay |                                 | |
|              | Catégorie Nouvelles/médias nationaux                | Isabelle Hachey |                                 | |
|              | Catégorie Journalisme de service                    | Stéphanie Grammond |                                 | |
|              | Catégorie Portrait et entrevue                      | Sylvain Cormier |                                 | |
|              | Prix Judith-Jasmin Hommage                          | Michel Auger |                                 | |
| 2012         | Grand prix Judith-Jasmin                            | Josée Dupuis et Pier Gagné |                                 | |
|              | Catégorie Enquête                                   | Marie-Maude Denis et Sonia Desmarais |                                 | |
|              | Catégorie Grand reportage                           | Pasquale Turbide et Catherine Varga |                                 | |
|              | Catégorie Opinion                                   | Marie-André Chouinard avec Jean-Robert Sansfaçon, Josée Boileau, Bernard Descôteaux et Serge Truffaut                                        |                                 | |
|              | Catégorie Nouvelles/médias locaux et régionaux      | Maude Montembeault |                                 | |
|              | Catégorie Nouvelles/médias nationaux                | Anne Panasuk et Luc Tremblay |                                 | |
|              | Catégorie Journalisme de service                    | Stéphanie Grammond |                                 | |
|              | Catégorie Portrait et entrevue                      | Noémi Mercier |                                 | |
|              | Prix Judith-Jasmin Hommage                          | Claude St-Laurent |                                 | |
| 2011         | Grand prix Judith-Jasmin                            | André Noël, Bruno Bisson |                                 | |
|              | Catégorie Enquête                                   | Alain Gravel, Emmanuel Marchand et Daniel Tremblay                                                                                           |                                 | |
|              | Catégorie Grand reportage                           | Jean-Pierre Rogel et Louis Faure |                                 | |
|              | Catégorie Opinion                                   | Josée Boileau |                                 | |
|              | Catégorie Nouvelles/médias locaux et régionaux      | Martin Francoeur |                                 | |
|              | Catégorie Nouvelles/médias nationaux                | Christian Latreille et Pierre Huard |                                 | |
|              | Catégorie Journalisme de service                    | Dominique Forget |                                 | |
|              | Catégorie Portrait et entrevue                      | Chantal Guy |                                 | |
|              | Prix Judith-Jasmin Hommage                          | Jean Paré |                                 | |
| 2010         | Grand prix Judith-Jasmin                            | Alain Gravel, Marie-Maude Denis, Emmanuel Marchand et Claudine Blais                                                                         |                                 | |
|              | Catégorie Enquête                                   | André Noël, Michèle Ouimet et Francis Vailles                                                                                                |                                 | |
|              | Catégorie Grand reportage                           | Luc Chartrand et Yanic Lapointe |                                 | |
|              | Catégorie Nouvelles/médias locaux et régionaux      | Carl Marchand et Benoît Jobin |                                 | |
|              | Catégorie Opinion                                   | Danielle Laurin |                                 | |
|              | Catégorie Journalisme de service                    | Annick Poitras |                                 | |
|              | Catégorie Portrait                                  | Marian Scott |                                 | |
|              | Catégorie Nouvelles/médias nationaux                | Catherine Kovacs et France Dauphin |                                 | |
|              | Prix Judith-Jasmin Hommage                          | Paule Beaugrand-Champagne |                                 | |
| 2009         | Grand prix Judith-Jasmin                            | Frédéric Zalac et Alex Shprintsen |                                 | |
|              | Catégorie Enquête                                   | Sue Montgomery |                                 | |
|              | Catégorie Grand reportage                           | Katia Gagnon |                                 | |
|              | Catégorie Nouvelles/médias locaux et régionaux      | Nancy Beaulieu |                                 | |
|              | Catégorie Opinion                                   | Yves Boisvert |                                 | |
|              | Catégorie Journalisme de service                    | Esther Normand et Claudine Blais |                                 | |
|              | Catégorie Portrait ou entrevue                      | Maxime Bergeron |                                 | |
|              | Catégorie Nouvelles/médias nationaux                | Normand Grondin et Emmanuel Marchand |                                 | |
|              | Prix Judith-Jasmin Hommage                          | Gilles Gariépy |                                 | |
| 2008         | Grand prix Judith-Jasmin                            | Alain Gravel, Georges Amar et Marie-Claude Pednault                                                                                          |                                 | |
|              | Catégorie Entrevue ou portrait                      | Alec Castonguay |                                 | |
|              | Catégorie Nouvelles/médias locaux et régionaux      | Hervé Gaudreault et Carl Marchand |                                 | |
|              | Catégorie Nouvelles/médias nationaux                | Denis-Martin Chabot, Pierre Deshaies, Claude Filteau et Christian Paul                                                                       |                                 | |
|              | Catégorie Opinion                                   | Christian Rioux |                                 | |
|              | Catégorie Journalisme de service                    | Pierre Craig, Luc Tremblay et Claude Laflamme                                                                                                |                                 | |
|              | Catégorie Grand reportage                           | Myriam Fimbry |                                 | |
|              | Catégorie Enquête                                   | Stéphane Alarie, Gabrielle Duchaîne-Baillargeon et Brigitte McCann                                                                           |                                 | |
|              | Prix Judith-Jasmin Hommage                          | Pierre Nadeau |                                 | |
| 2007         | Grand prix Judith-Jasmin                            | Pasquale Turbide et Lucie Payeur |                                 | |
|              | Catégorie Enquête                                   | Guy Gendron, Jean-Luc Paquette et Monique Dumont                                                                                             |                                 | |
|              | Catégorie Grand reportage                           | Noémi Mercier |                                 | |
|              | Catégorie Opinion                                   | Manon Cornellier |                                 | |
|              | Catégorie Entrevue ou portrait                      | Harold Gagné |                                 | |
|              | Catégorie Nouvelles, médias nationaux               | Katia Gagnon |                                 | |
|              | Catégorie Nouvelles, médias locaux et nationaux     | Hervé Gaudreault |                                 | |
|              | Prix Judith-Jasmin Hommage                          | Rodolphe Morissette |                                 | |
| 2006         | Grand prix Judith-Jasmin                            | Guy Gendron, Georges Amar et Alfonse Mondello                                                                                                |                                 | |
|              | Catégorie Enquête                                   | Louis Mathieu Gagné |                                 | |
|              | Catégorie Grand reportage                           | Michèle Ouimet |                                 | |
|              | Catégorie Entrevue ou portrait                      | Micheline Lachance |                                 | |
|              | Catégorie Nouvelles, médias nationaux               | Michel Jean |                                 | |
|              | Catégorie Nouvelles, médias locaux et nationaux     | Dany Jacques |                                 | |
|              | Prix Judith-Jasmin Hommage                          | Michel Roy |                                 | |
| 2005         | Grand prix Judith-Jasmin                            | Clairandrée Cauchy |                                 | |
|              | Catégorie Enquête                                   | Julie Vaillancourt et Claudine Blais |                                 | |
|              | Catégorie Grand reportage                           | Chantale Lavigne et Robert Landry |                                 | |
|              | Catégorie Opinion                                   | Odile Tremblay |                                 | |
|              | Catégorie Entrevue ou portrait                      | Yves Langlois |                                 | |
|              | Catégorie Nouvelles, médias nationaux               | Harold Gagné |                                 | |
|              | Catégorie Nouvelles, médias locaux et nationaux     | Pierre Marceau |                                 | |
|              | Prix Judith-Jasmin Hommage                          | Louis Martin |                                 | |
| 2004         | Catégorie Presse écrite - Reportage long            | Brigitte McCann et André Noël |                                 | |
|              | Catégorie presse écrite - Reportage court           | Aaron Derfel |                                 | |
|              | Catégorie Télévision - Reportage long               | Jean-François Bélanger |                                 | |
|              | Catégorie Télévision - Reportage court              | Monique Grégoire |                                 | |
|              | Catégorie Radio - Reportage long                    | Myriam Fimbry et Robert Landry |                                 | |
|              | Catégorie Radio - Reportage court                   | Robert Fortin |                                 | |
| 2003         | Catégorie Presse écrite - Reportage long            | Alexander Norris |                                 | |
|              | Catégorie Presse écrite - Reportage court           | Judith Lachapelle |                                 | |
|              | Catégorie Presse électronique - Reportage long      | Geneviève Rossier et Johanne Bonneau |                                 | |
|              | Catégorie Presse électronique - Reportage court     | Daniel Renaud |                                 | |
| 2002         | Catégorie Presse écrite - Grand Prix                | André Noël |                                 | |
|              | Catégorie Presse écrite - Mention                   | Aaron Derfel et John Keeny |                                 | |
|              | Catégorie Presse électronique - Grand prix          | Alexandra Szacka et Karl Parent |                                 | |
|              | Catégorie presse électronique - Mention             | Anne Panasuk et Kristina von Hlatky |                                 | |
| 2001         | Catégorie Presse écrite — Reportage long            | Martin Bourassa |                                 | |
|              | Mention d'honneur                                   | Katia Gagnon |                                 | |
|              | Mention d'honneur                                   | Marc Thibodeau |                                 | |
|              | Catégorie Presse électronique — Reportage long      | Josée Dupuis et Kathleen Royer |                                 | |
|              | Mention d'honneur                                   | Madeleine Roy, Nicole Tremblay et Johanne Bougaud                                                                                            |                                 | |
| 2000         | Catégorie Presse écrite — Reportage court           | Jeff Heinrich |                                 | |
|              | Catégorie Presse écrite — Reportage long            | Isabelle Paré et William Marsden |                                 | |
|              | Catégorie Presse électronique — Reportage court     | Sophie Langlois et Pierre Tourangeau |                                 | |
|              | Catégorie Presse électronique — Reportage long      | Jean-François Lépine, Georges Amar et Ginette Therrien                                                                                       |                                 | |
| 1999         |                                                     | |                                 | |
| 1998         |                                                     | |                                 | |
| 1997         |                                                     | |                                 | |
| 1996         |                                                     | |                                 | |
| 1995         |                                                     | |                                 | |
| 1994         |                                                     | |                                 | |
| 1993         | Grand prix Judith-Jasmin                            | William Marsden, Rod Macdonell, et Andrew McIntosh                                                                                           | The Gazette                     | Short days for judges – long wait for justice                                                                                        |
|              | Mention télévision                                  | Madeleine Roy | Radio-Canada                    | Le sang des autres |
|              | Mention Presse écrite                               | Michel Venne | Le Devoir                       | L’État sait tout |
|              | Mention Radio                                       | Pierre Trottier | Radio-Canada                    | Le Tiers-monde industriel |
| L'Itinéraire |                                                     | |                                 | |

## Source
- Le prix Judith-Jasmin - Trente ans de journalisme de talent
- FPJQ